# Winterwurf-Europacup

Logo der European Athletic Association

Der Winterwurf-Europacup (englisch European Throwing Cup) ist ein vom Europäischen Leichtathletikverband (engl.: European Athletic Association – EAA) veranstalteter Wettkampf der leichtathletischen Wurfdisziplinen von Diskus, Hammer, Speer und Kugel. Es ist eine Veranstaltung, die jährlich im März abgehalten wird.

## Geschichte
Erstmals wurde der Winterwurf-Europacup im Jahre 2001 ausgetragen und hieß bis 2004 European Throwing Challenge. Der Wettkampf wurde ins Leben gerufen, da Weitwurfdisziplinen im Winter bei Hallenwettkämpfen nicht ausgetragen werden können. 2007 wurde die Altersklasse U23 der unter 23-Jährigen in die Wettkämpfe aufgenommen.
Obwohl Sportler auf individueller Basis teilnehmen können, gibt es auch Länderwertungen. Bis 2006 wurden zwei Sportler pro Land und Disziplin gewertet, und die erworbenen Punkte bei den vier Disziplinen addiert. Seit 2007 wird nur noch ein Sportler pro Disziplin berücksichtigt. Männer und Frauen sowie die U23 werden getrennt gewertet.

## Austragungen
|    | Jahr | Datum                     | Ort                                | Land       | Stadion                                                  | Ergebnisse |
| -- | ---- | ------------------------- | ---------------------------------- | ---------- | -------------------------------------------------------- | ---------- |
| 01 | 2001 | 17./18. März              | Nizza                              | Frankreich | Stade Charles-Ehrmann                                    |            |
| 02 | 2002 | 9./10. März               | Pula                               | Kroatien   | Veruda-Stadion                                           |            |
| 03 | 2003 | 1./2. März                | Gioia Tauro                        | Italien    | Stadio Polivalente                                       |            |
| 04 | 2004 | 13./14. März              | Marsa                              | Malta      | St. John Athletic Stadium                                |            |
| 05 | 2005 | 12./13. März              | Mersin                             | Türkei     | Tevfik Sırrı Gür Stadı                                   |            |
| 06 | 2006 | 18./19. März              | Tel Aviv                           | Israel     | National Sport Center                                    |            |
| 07 | 2007 | 17./18. März              | Jalta                              | Ukraine    | Miskyi-Stadion                                           |            |
| 08 | 2008 | 15./16. März              | Split                              | Kroatien   | Stadion Park mladeži                                     |            |
| 09 | 2009 | 14./15. März              | Los Realejos und Puerto de la Cruz | Spanien    | Estádio Municipal und Zona de Lanzamientos               |            |
| 10 | 2010 | 20./21. März              | Arles                              | Frankreich | Stade Fernand-Fournier                                   |            |
| 11 | 2011 | 19./20. März              | Sofia                              | Bulgarien  | Nationale Sportakademie „Wassil Lewski“                  |            |
| 12 | 2012 | 17./18. März              | Bar                                | Montenegro | Topolica Sportzentrum                                    |            |
| 13 | 2013 | 9./10. März               | Castellón                          | Spanien    | Sportanlage G. Huguet und Anlage der Universität Jaume I |            |
| 14 | 2014 | 15./16. März              | Leiria                             | Portugal   | Estádio Municipal und Centro Nacional de Lançamentos     |            |
| 15 | 2015 | 14./15. März              | Leiria                             | Portugal   | Estádio Municipal und Centro Nacional de Lançamentos     |            |
| 16 | 2016 | 12./13. März              | Arad                               | Rumänien   | Gloria Arad-Stadion                                      |            |
| 17 | 2017 | 11./12. März              | Las Palmas                         | Spanien    | Martín Freire-Sportkomplex                               |            |
| 18 | 2018 | 10./11. März              | Leiria                             | Portugal   | Estádio Municipal und Centro Nacional de Lançamentos     |            |
| 19 | 2019 | 9./10. März               | Šamorín                            | Slowakei   | x-bionic sphere                                          |            |
|    | 2020 | verschoben, dann abgesagt | Leiria                             | Portugal   | –                                                        |            |
| 20 | 2021 | 8./9. Mai                 | Split                              | Kroatien   |                                                          |            |
| 21 | 2022 | 12./13. März              | Leiria                             | Portugal   | Estádio Municipal und Centro Nacional de Lançamentos     |            |
| 22 | 2023 | 11./12. März              | Leiria                             | Portugal   | Centro Nacional de Lançamentos                           |            |

## Ergebnisse

### Männer

#### Kugelstoßen
| Jahr | Goldmedaille     | Weite   | Silbermedaille    | Weite   | Bronzemedaille        | Weite   |
| ---- | ---------------- | ------- | ----------------- | ------- | --------------------- | ------- |
| 2001 | Manuel Martínez  | 20,27 m | Paolo Dal Soglio  | 19,96 m | Gheorghe Gușet        | 19,50 m |
| 2002 | Manuel Martínez  | 20,92 m | Rutger Smith      | 19,85 m | Leszek Śliwa          | 19,78 m |
| 2003 | Rutger Smith     | 20,52 m | Iwan Juschkow     | 19,54 m | Peter Sack            | 19,53 m |
| 2004 | Rutger Smith     | 20,23 m | Miroslav Vodovnik | 19,65 m | Grigoriy Panfilov     | 19,43 m |
| 2005 | Rutger Smith     | 21,00 m | Gheorghe Gușet    | 20,75 m | Manuel Martínez       | 20,22 m |
| 2006 | Gheorghe Gușet   | 20,41 m | Tomasz Majewski   | 20,26 m | Pawel Sofjin          | 20,19 m |
| 2007 | Jurij Bilonoh    | 19,95 m | Pawel Lyschyn     | 19,86 m | Dzimitry Hancharuk    | 19,42 m |
| 2008 | Rutger Smith     | 20,77 m | Marco Fortes      | 20,13 m | Hamza Alić            | 20,13 m |
| 2009 | Lajos Kürthy     | 20,06 m | Manuel Martínez   | 20,00 m | Nedžad Mulabegović    | 19,69 m |
| 2010 | Asmir Kolašinac  | 20,15 m | Lajos Kürthy      | 20,07 m | Marco Fortes          | 19,85 m |
| 2011 | Hamza Alić       | 20,21 m | Marco Fortes      | 20,18 m | Soslan Zirichow       | 19,45 m |
| 2012 | Marco Fortes     | 21,02 m | Asmir Kolašinac   | 20,50 m | Borja Vivas           | 20,06 m |
| 2013 | Borja Vivas      | 20,00 m | Georgi Iwanow     | 19,68 m | Andrij Semenow        | 19,55 m |
| 2014 | Alexander Lesnoi | 21,23 m | Marco Fortes      | 21,01 m | Georgi Iwanow         | 20,59 m |
| 2015 | Borja Vivas      | 20,15 m | Leif Arrhenius    | 20,09 m | Carlos Tobalina       | 20,04 m |
| 2016 | Andrei Gag       | 20,96 m | Tsanko Arnaudov   | 19,85 m | Sebastiano Bianchetti | 19,78 m |
| 2017 | Mesud Pezer      | 20,69 m | Carlos Tobalina   | 20,57 m | Francisco Belo        | 20,52 m |
| 2018 | Alexander Lesnoi | 21,32 m | Michał Haratyk    | 21,18 m | Mesud Pezer           | 20,71 m |
| 2019 | Francisco Belo   | 20,97 m | Maxim Afonin      | 20,61 m | Bob Bertemes          | 20,55 m |
| 2021 | Andrei Toader    | 20,83 m | Francisco Belo    | 20,47 m | Scott Lincoln         | 20,25 m |
| 2022 | Zane Weir        | 21,99 m | Nick Ponzio       | 21,83 m | Marcus Thomsen        | 20,63 m |
| 2023 | Roman Kokoschko  | 21,52 m | Bob Bertemes      | 21,21 m | Zane Weir             | 20,98 m |

#### Diskuswurf
| Jahr | Goldmedaille        | Weite   | Silbermedaille          | Weite   | Bronzemedaille          | Weite   |
| ---- | ------------------- | ------- | ----------------------- | ------- | ----------------------- | ------- |
| 2001 | Timo Tompuri        | 61,79 m | Andrzej Krawczyk        | 61,60 m | Alexander Boritschewski | 61,22 m |
| 2002 | David Martínez      | 63,09 m | Alexander Boritschewski | 61,72 m | Rutger Smith            | 61,68 m |
| 2003 | Gerd Kanter         | 64,17 m | Mario Pestano           | 63,71 m | Ionel Oprea             | 62,29 m |
| 2004 | Gerd Kanter         | 63,21 m | Mario Pestano           | 62,00 m | Rutger Smith            | 59,84 m |
| 2005 | Gerd Kanter         | 66,05 m | Gábor Máté              | 64,17 m | Rutger Smith            | 62,80 m |
| 2006 | Piotr Małachowski   | 65,01 m | Mario Pestano           | 63,40 m | Gerd Kanter             | 62,55 m |
| 2007 | Gerd Kanter         | 65,43 m | Piotr Małachowski       | 65,06 m | Ercüment Olgundeniz     | 63,34 m |
| 2008 | Gerd Kanter         | 65,25 m | Robert Harting          | 64,34 m | Rutger Smith            | 63,80 m |
| 2009 | Gerd Kanter         | 69,70 m | Frank Casañas           | 64,70 m | Erik Cadée              | 61,89 m |
| 2010 | Markus Münch        | 65,37 m | Mario Pestano           | 63,78 m | Sergiu Ursu             | 61,19 m |
| 2011 | Ercüment Olgundeniz | 63,31 m | Erik Cadée              | 62,15 m | Sergiu Ursu             | 62,00 m |
| 2012 | Erik Cadée          | 64,09 m | Ercüment Olgundeniz     | 63,59 m | Rutger Smith            | 63,30 m |
| 2013 | Daniel Jasinski     | 64,69 m | Virgilijus Alekna       | 64,66 m | Erik Cadée              | 64,38 m |
| 2014 | Wiktor Butenko      | 64,38 m | Erik Cadée              | 63,56 m | Christoph Harting       | 62,56 m |
| 2015 | Martin Kupper       | 66,67 m | Andrius Gudžius         | 65,51 m | Wiktor Butenko          | 65,44 m |
| 2016 | Axel Härstedt       | 62,73 m | Martin Kupper           | 62,20 m | Mykyta Nesterenko       | 62,01 m |
| 2017 | Lukas Weißhaidinger | 65,73 m | Andrius Gudžius         | 64,18 m | Martin Kupper           | 62,86 m |
| 2018 | Daniel Ståhl        | 66,81 m | Simon Pettersson        | 65,81 m | János Huszák            | 63,45 m |
| 2019 | Philip Milanov      | 62,63 m | Christoph Harting       | 62,61 m | Martin Kupper           | 62,11 m |
| 2021 | János Huszák        | 65,35 m | Guðni Valur Guðnason    | 63,66 m | Marek Bárta             | 63,33 m |
| 2022 | Kristjan Čeh        | 66,11 m | Daniel Ståhl            | 65,95 m | Simon Pettersson        | 63,80 m |
| 2023 | Kristjan Čeh        | 68,30 m | Alin Firfirică          | 63,78 m | Martin Marković         | 62,20 m |

#### Hammerwurf
| Jahr | Goldmedaille      | Weite   | Silbermedaille           | Weite   | Bronzemedaille           | Weite   |
| ---- | ----------------- | ------- | ------------------------ | ------- | ------------------------ | ------- |
| 2001 | David Chaussinand | 76,54 m | Vladyslav Piskunov       | 76,41 m | Alexandros Papadimitriou | 76,36 m |
| 2002 | Alexei Sagorny    | 82,27 m | Alexandros Papadimitriou | 79,67 m | Miloslav Konopka         | 78,58 m |
| 2003 | Nicola Vizzoni    | 75,35 m | Alexandros Papadimitriou | 74,74 m | Ilja Konowalow           | 74,73 m |
| 2004 | Krisztián Pars    | 79,69 m | Eşref Apak               | 77,76 m | Alexandros Papadimitriou | 77,13 m |
| 2005 | Ivan Tsikhan      | 80,79 m | Alexei Sagorny           | 78,11 m | Ilja Konowalow           | 77,35 m |
| 2006 | Szymon Ziółkowski | 79,04 m | Wadim Chersonzew         | 78,54 m | Dsmitryj Schako          | 77,00 m |
| 2007 | Primož Kozmus     | 77,99 m | Ivan Tsikhan             | 77,79 m | Eşref Apak               | 76,68 m |
| 2008 | Marco Lingua      | 77,87 m | Krisztián Pars           | 77,06 m | Dsmitryj Schako          | 76,86 m |
| 2009 | Krisztián Pars    | 80,38 m | Marco Lingua             | 79,66 m | Nicola Vizzoni           | 78,51 m |
| 2010 | Nicola Vizzoni    | 76,63 m | Juryj Schajunou          | 76,30 m | Alexei Sagorny           | 75,58 m |
| 2011 | Krisztián Pars    | 79,84 m | Juryj Schajunou          | 77,41 m | Oleksly Sokyrskyy        | 76,84 m |
| 2012 | Kirill Ikonnikow  | 75,95 m | Siarhei Kalamoyets       | 75,15 m | Kristóf Németh           | 74,23 m |
| 2013 | Krisztián Pars    | 76,80 m | Paweł Fajdek             | 75,52 m | Markus Esser             | 74,71 m |
| 2014 | Paweł Fajdek      | 78,75 m | Krisztián Pars           | 77,96 m | Denis Lukjanow           | 74,11 m |
| 2015 | Krisztián Pars    | 79,24 m | Paweł Fajdek             | 76,19 m | Serghei Marghiev         | 73,84 m |
| 2016 | Krisztián Pars    | 75,21 m | Siarhei Kalamoyets       | 75,17 m | Marco Lingua             | 74,51 m |
| 2017 | Quentin Bigot     | 76,55 m | Pavel Bareisha           | 74,41 m | Simone Falloni           | 74,37 m |
| 2018 | Paweł Fajdek      | 77,30 m | Marcel Lomnický          | 75,97 m | Özkan Baltacı            | 75,71 m |
| 2019 | Quentin Bigot     | 78,14 m | Michalis Anastasakis     | 76,38 m | Jewgeni Korotowski       | 76,33 m |
| 2021 | Eşref Apak        | 75,99 m | Chris Bennett            | 75,36 m | Yann Chaussinand         | 74,54 m |
| 2022 | Bence Halász      | 76,99 m | Javier Cienfuegos        | 75,59 m | Ragnar Carlsson          | 75,26 m |
| 2023 | Bence Halász      | 74,65 m | Thomas Mardal            | 73,94 m | Yann Chaussinand         | 73,25 m |

#### Speerwurf
| Jahr | Goldmedaille       | Weite   | Silbermedaille          | Weite   | Bronzemedaille        | Weite   |
| ---- | ------------------ | ------- | ----------------------- | ------- | --------------------- | ------- |
| 2001 | Peter Blank        | 82,10 m | Gregor Högler           | 80,81 m | Björn Lange           | 78,60 m |
| 2002 | Aleksandr Ivanov   | 81,71 m | Stefan Wenk             | 78,46 m | Marián Bokor          | 76,91 m |
| 2003 | Christian Nicolay  | 83,80 m | Aleksandr Ivanov        | 79,24 m | Dominique Pausé       | 78,60 m |
| 2004 | Vadims Vasiļevskis | 82,44 m | Ainārs Kovals           | 82,13 m | Teemu Wirkkala        | 80,87 m |
| 2005 | Aleksandr Ivanov   | 81,13 m | Igor Suchomlinow        | 80,02 m | Manuel Nau            | 76,76 m |
| 2006 | Igor Janik         | 81,16 m | Wladislaw Schkurlatow   | 79,27 m | Ainārs Kovals         | 78,64 m |
| 2007 | Igor Suchomlinow   | 83,34 m | Magnus Arvidsson        | 76,72 m | Ainārs Kovals         | 76,64 m |
| 2008 | Ilja Korotkow      | 81,52 m | Stephan Steding         | 79,55 m | Mihkel Kukk           | 78,41 m |
| 2009 | Tino Häber         | 77,68 m | Mihkel Kukk             | 76,60 m | Mervyn Luckwell       | 74,86 m |
| 2010 | Ilja Korotkow      | 83,28 m | Oleksandr Pyatnytsya    | 79,38 m | Paweł Rakoczy         | 78,13 m |
| 2011 | Zigismunds Sirmais | 84,47 m | Oleksandr Pyatnytsya    | 81,96 m | Waleri Iordan         | 79,49 m |
| 2012 | Fatih Avan         | 81,09 m | Dmitri Tarabin          | 79,94 m | Risto Mätas           | 78,74 m |
| 2013 | Zigismunds Sirmais | 82,51 m | Thomas Röhler           | 81,87 m | Risto Mätas           | 79,10 m |
| 2014 | Zigismunds Sirmais | 81,60 m | Thomas Röhler           | 81,17 m | Risto Mätas           | 80,58 m |
| 2015 | Waleri Iordan      | 83,00 m | Thomas Röhler           | 81,83 m | Fatih Avan            | 81,45 m |
| 2016 | Uladsimir Kaslou   | 79,34 m | Norbert Bonvecchio      | 76,66 m | Zigismunds Sirmais    | 75,41 m |
| 2017 | Julian Weber       | 85,85 m | Roberto Bertolini       | 78,78 m | Paraskevás Batzávalis | 78,40 m |
| 2018 | Johannes Vetter    | 92,70 m | Bernhard Seifert        | 80,62 m | Mart ten Berge        | 79,92 m |
| 2019 | Matija Kranjc      | 76,17 m | Norbert Rivasz-Tóth     | 76,11 m | Mauro Fraresso        | 75,00 m |
| 2021 | Johannes Vetter    | 91,12 m | Andrian Mardare         | 86,66 m | Pavel Mileshka        | 82,55 m |
| 2022 | Alexandru Novac    | 80,49 m | Patriks Gailums         | 79,49 m | Roberto Orlando       | 78,19 m |
| 2023 | Leandro Ramos      | 78,57 m | Dagbjartur Daði Jónsson | 78,56 m | Manu Quijera          | 78,42 m |

### Frauen

#### Kugelstoßen
| Jahr | Goldmedaille         | Weite   | Silbermedaille      | Weite   | Bronzemedaille       | Weite   |
| ---- | -------------------- | ------- | ------------------- | ------- | -------------------- | ------- |
| 2001 | Vita Pavlysh         | 19,47 m | Larissa Peleschenko | 18,77 m | Ljudmila Setschko    | 18,54 m |
| 2002 | Vita Pavlysh         | 20,03 m | Assunta Legnante    | 18,15 m | Irina Chudoroschkina | 17,88 m |
| 2003 | Irina Chudoroschkina | 18,47 m | Anna Romanova       | 18,09 m | Cristiana Checchi    | 17,91 m |
| 2004 | Nadine Kleinert      | 18,17 m | Assunta Legnante    | 17,96 m | Irina Chudoroschkina | 17,70 m |
| 2005 | Olga Rjabinkina      | 18,41 m | Assunta Legnante    | 17,98 m | Kristin Marten       | 17,68 m |
| 2006 | Natallia Mikhnevich  | 19,18 m | Olga Rjabinkina     | 18,55 m | Nadine Kleinert      | 18,30 m |
| 2007 | Petra Lammert        | 18,67 m | Assunta Legnante    | 18,31 m | Chiara Rosa          | 18,14 m |
| 2008 | Assunta Legnante     | 18,98 m | Anna Omarowa        | 18,38 m | Chiara Rosa          | 18,05 m |
| 2009 | Nadzeya Astapchuk    | 18,80 m | Anca Heltne         | 18,76 m | Chiara Rosa          | 18,55 m |
| 2010 | Nadzeya Astapchuk    | 20,16 m | Natallia Mikhnevich | 19,55 m | Anca Heltne          | 19,11 m |
| 2011 | Alena Abramchuk      | 17,71 m | Jessica Cérival     | 17,52 m | Chiara Rosa          | 17,39 m |
| 2012 | Nadzeya Astapchuk    | 20,29 m | Nadine Kleinert     | 19,12 m | Josephine Terlecki   | 18,59 m |
| 2013 | Jewgenija Kolodko    | 19,04 m | Alena Abramchuk     | 18,18 m | Irina Tarassowa      | 17,98 m |
| 2014 | Jewgenija Kolodko    | 18,66 m | Alena Abramchuk     | 18,58 m | Yuliya Leantsiuk     | 18,55 m |
| 2015 | Yuliya Leantsiuk     | 18,56 m | Anita Márton        | 17,59 m | Chiara Rosa          | 17,38 m |
| 2016 | Alena Abramchuk      | 17,21 m | Jessica Cérival     | 17,05 m | Markéta Červenková   | 16,86 m |
| 2017 | Anita Márton         | 18,05 m | Jessica Cérival     | 17,50 m | Yuliya Leantsiuk     | 17,48 m |
| 2018 | Anita Márton         | 19,12 m | Aljona Dubizkaja    | 18,47 m | Dimitriana Surdu     | 18,45 m |
| 2019 | Fanny Roos           | 18,44 m | Dimitriana Surdu    | 17,99 m | Anita Márton         | 17,85 m |
| 2021 | Sara Gambetta        | 18,86 m | Aljona Dubizkaja    | 18,79 m | Emel Dereli          | 18,29 m |
| 2022 | Auriol Dongmo        | 19,68 m | Jessica Schilder    | 18,89 m | Fanny Roos           | 18,64 m |
| 2023 | Jéssica Inchude      | 18,14 m | Yemisi Ogunleye     | 18,09 m | Sara Lennman         | 17,95 m |

#### Diskuswurf
| Jahr | Goldmedaille         | Weite   | Silbermedaille          | Weite   | Bronzemedaille            | Weite   |
| ---- | -------------------- | ------- | ----------------------- | ------- | ------------------------- | ------- |
| 2001 | Nicoleta Grasu       | 65,52 m | Olena Antonowa          | 61,88 m | Mélina Robert-Michon      | 61,67 m |
| 2002 | Walentina Iwanowa    | 60,28 m | Viktoriya Boyko         | 60,07 m | Natalya Ampleyeva         | 59,29 m |
| 2003 | Teresa Machado       | 63,65 m | Viktoriya Boyko         | 60,63 m | Styliani Tsikouna         | 59,73 m |
| 2004 | Franka Dietzsch      | 60,32 m | Natalja Sadowa          | 60,28 m | Mélina Robert-Michon      | 58,69 m |
| 2005 | Natalja Sadowa       | 61,74 m | Nicoleta Grasu          | 60,75 m | Jana Tucholke             | 57,84 m |
| 2006 | Wioletta Potępa      | 61,89 m | Oxana Jessiptschuk      | 61,70 m | Nicoleta Grasu            | 60,86 m |
| 2007 | Franka Dietzsch      | 66,15 m | Mélina Robert-Michon    | 63,48 m | Natalija Semenowa         | 60,51 m |
| 2008 | Nicoleta Grasu       | 60,25 m | Mélina Robert-Michon    | 59,93 m | Dragana Tomašević         | 59,64 m |
| 2009 | Nicoleta Grasu       | 62,61 m | Żaneta Glanc            | 60,45 m | Vera Begić                | 59,27 m |
| 2010 | Nadine Müller        | 64,30 m | Żaneta Glanc            | 59,95 m | Nicoleta Grasu            | 59,92 m |
| 2011 | Olessja Korotkowa    | 60,30 m | Nicoleta Grasu          | 59,44 m | Wera Ganejewa             | 57,45 m |
| 2012 | Nadine Müller        | 68,82 m | Darja Pischtschalnikowa | 63,86 m | Mélina Robert-Michon      | 63,03 m |
| 2013 | Nadine Müller        | 66,69 m | Mélina Robert-Michon    | 61,26 m | Dragana Tomašević         | 61,12 m |
| 2014 | Mélina Robert-Michon | 64,20 m | Anna Rüh                | 63,21 m | Dragana Tomašević         | 59,26 m |
| 2015 | Nadine Müller        | 65,27 m | Mélina Robert-Michon    | 64,75 m | Irina Rodrigues           | 63,25 m |
| 2016 | Mélina Robert-Michon | 62,05 m | Pauline Pousse          | 58,24 m | Eliška Staňková           | 55,55 m |
| 2017 | Mélina Robert-Michon | 62,35 m | Dragana Tomašević       | 59,60 m | Chrysoula Anagnostopoulou | 59,47 m |
| 2018 | Nadine Müller        | 60,42 m | Irina Rodrigues         | 60,39 m | Julija Malzewa            | 59,59 m |
| 2019 | Shanice Craft        | 59,79 m | Nadine Müller           | 59,74 m | Irina Rodrigues           | 58,05 m |
| 2021 | Liliana Cá           | 62,80 m | Irina Rodrigues         | 62,79 m | Shanice Craft             | 62,05 m |
| 2022 | Daisy Osakue         | 61,56 m | Lisa Brix Pedersen      | 61,23 m | Liliana Cá                | 60,74 m |
| 2023 | Shanice Craft        | 64,88 m | Liliana Cá              | 64,32 m | Mélina Robert-Michon      | 61,70 m |

#### Hammerwurf
| Jahr | Goldmedaille        | Weite   | Silbermedaille      | Weite   | Bronzemedaille        | Weite    |
| ---- | ------------------- | ------- | ------------------- | ------- | --------------------- | -------- |
| 2001 | Olga Kusenkowa      | 71,30 m | Manuela Montebrun   | 69,72 m | Lorraine Shaw         | 68,15 m  |
| 2002 | Susanne Keil        | 66,54 m | Vânia Silva         | 65,46 m | Lorraine Shaw         | 64,81 m  |
| 2003 | Manuela Montebrun   | 72,18 m | Mihaela Melinte     | 69,24 m | Olga Kusenkowa        | 66,25 m  |
| 2004 | Andrea Bunjes       | 67,99 m | Shirley Webb        | 67,52 m | Sini Latvala          | 67,49 m  |
| 2005 | Ivana Brkljačić     | 71,00 m | Mihaela Melinte     | 70,40 m | Olga Kusenkowa        | 70,11 m  |
| 2006 | Kamila Skolimowska  | 73,32 m | Gulfija Chanafejewa | 72,01 m | Manuela Montebrun     | 70,29 m  |
| 2007 | Manuela Montebrun   | 72,65 m | Tatjana Lyssenko    | 72,05 m | Ester Balassini       | 68,70 m  |
| 2008 | Anita Włodarczyk    | 71,84 m | Betty Heidler       | 71,10 m | Kathrin Klaas         | 69,04 m  |
| 2009 | Anita Włodarczyk    | 75,05 m | Betty Heidler       | 73,45 m | Silvia Salis          | 71,77 m  |
| 2010 | Betty Heidler       | 72,48 m | Silvia Salis        | 69,43 m | Tatjana Lyssenko      | 69,11 m  |
| 2011 | Tatjana Lyssenko    | 73,70 m | Betty Heidler       | 72,71 m | Zalina Petrivskaya    | 71,96 m  |
| 2012 | Tatjana Lyssenko    | 72,87 m | Stéphanie Falzon    | 72,60 m | Kateřina Šafránková   | 71,16 m  |
| 2013 | Tatjana Lyssenko    | 71,54 m | Kathrin Klaas       | 71,07 m | Tracey Andersson      | 70,82 m> |
| 2014 | Joanna Fiodorow     | 72,70 m | Éva Orbán           | 72,49 m | Kathrin Klaas         | 70,99 m  |
| 2015 | Anna Bulgakowa      | 72,06 m | Joanna Fiodorow     | 70,90 m | Alexandra Tavernier   | 70,45 m  |
| 2016 | Zalina Petrivskaya  | 72,58 m | Alexandra Tavernier | 70,79 m | Betty Heidler         | 69,83 m  |
| 2017 | Alexandra Tavernier | 71,71 m | Kathrin Klaas       | 71,06 m | Ida Storm             | 70,97 m  |
| 2018 | Hanna Malyschtschyk | 72,62 m | Alexandra Tavernier | 71,20 m | Malwina Kopron        | 69,54 m  |
| 2019 | Hanna Malyschtschyk | 74,95 m | Joanna Fiodorow     | 73,22 m | Iryna Klymez          | 72,53 m  |
| 2021 | Malwina Kopron      | 72,82 m | Anita Włodarczyk    | 72,37 m | Alexandra Tavernier   | 70,55 m  |
| 2022 | Alexandra Tavernier | 70,13 m | Laura Redondo       | 69,72 m | Sara Fantini          | 69,60 m  |
| 2023 | Sara Fantini        | 73,26 m | Bianca Ghelber      | 71,52 m | Katrine Koch Jacobsen | 71,08 m  |

#### Speerwurf
| Jahr | Goldmedaille           | Weite   | Silbermedaille      | Weite   | Bronzemedaille         | Weite   |
| ---- | ---------------------- | ------- | ------------------- | ------- | ---------------------- | ------- |
| 2001 | Tatjana Schikolenko    | 63,96 m | Ana Mirela Țermure  | 62,49 m | Claudia Coslovich      | 57,89 m |
| 2002 | Claudia Coslovich      | 63,27 m | Walerija Sabruskowa | 62,69 m | Dörthe Friedrich       | 59,02 m |
| 2003 | Steffi Nerius          | 62,50 m | Oksana Gromova      | 61,12 m | Jekaterina Iwakina     | 60,42 m |
| 2004 | Walerija Sabruskowa    | 63,84 m | Steffi Nerius       | 62,80 m | Jekaterina Iwakina     | 61,34 m |
| 2005 | Steffi Nerius          | 61,01 m | Lada Tschernowa     | 60,05 m | Marija Abakumowa       | 59,06 m |
| 2006 | Mareike Rittweg        | 60,06 m | Lada Tschernowa     | 59,15 m | Mercedes Chilla        | 57,28 m |
| 2007 | Steffi Nerius          | 63,14 m | Goldie Sayers       | 60,02 m | Zahra Bani             | 58,95 m |
| 2008 | Goldie Sayers          | 63,65 m | Martina Ratej       | 63,16 m | Zahra Bani             | 59,42 m |
| 2009 | Marija Abakumowa       | 61,87 m | Moonika Aava        | 60,76 m | Ásdís Hjálmsdóttir     | 60,42 m |
| 2010 | Martina Ratej          | 65,96 m | Marija Abakumowa    | 65,21 m | Linda Stahl            | 60,56 m |
| 2011 | Hanna Hazko            | 58,35 m | Esther Eisenlauer   | 56,99 m | Ásdís Hjálmsdóttir     | 56,44 m |
| 2012 | Martina Ratej          | 63,59 m | Goldie Sayers       | 62,75 m | Marina Maksimova       | 60,33 m |
| 2013 | Marija Abakumowa       | 69,34 m | Wera Rebrik         | 63,42 m | Linda Stahl            | 61,97 m |
| 2014 | Linda Stahl            | 61,20 m | Katharina Molitor   | 60,97 m | Martina Ratej          | 59,57 m |
| 2015 | Martina Ratej          | 62,43 m | Linda Stahl         | 62,12 m | Katharina Molitor      | 62,08 m |
| 2016 | Christin Hussong       | 61,80 m | Līna Mūze           | 61,26 m | Ásdís Hjálmsdóttir     | 59,53 m |
| 2017 | Martina Ratej          | 60,66 m | Ásdís Hjálmsdóttir  | 59,20 m | Christin Hussong       | 59,00 m |
| 2018 | Sigrid Borge           | 62,42 m | Christin Hussong    | 60,02 m | Katharina Molitor      | 59,80 m |
| 2019 | Tazzjana Chaladowitsch | 65,89 m | Christin Hussong    | 65,47 m | Eda Tuğsuz             | 64,83 m |
| 2021 | Maria Andrejczyk       | 71,40 m | Christin Hussong    | 66,44 m | Tazzjana Chaladowitsch | 62,88 m |
| 2022 | Līna Mūze              | 58,12 m | Victoria Hudson     | 57,64 m | Marija Vučenović       | 57,26 m |
| 2023 | Elina Tzengko          |         | Marija Vučenović    | 60,56 m | Adriana Vilagoš        | 59,83 m |